# Ciucsângeorgiu
Ciucsângeorgiu [ˈt͡ʃiuksɨnd͡ʒeord͡ʒiu] (ungarisch Csíkszentgyörgy) ist eine Gemeinde im Kreis Harghita, in der Region Siebenbürgen in Rumänien.
Der Ort Ciucsângeorgiu ist auch unter den rumänisch veralteten Bezeichnungen Cic-Sângeorgiu und Cic-Sângeorz, und der ungarischen Bezeichnung Szentgyörgy bekannt.

## Geographische Lage

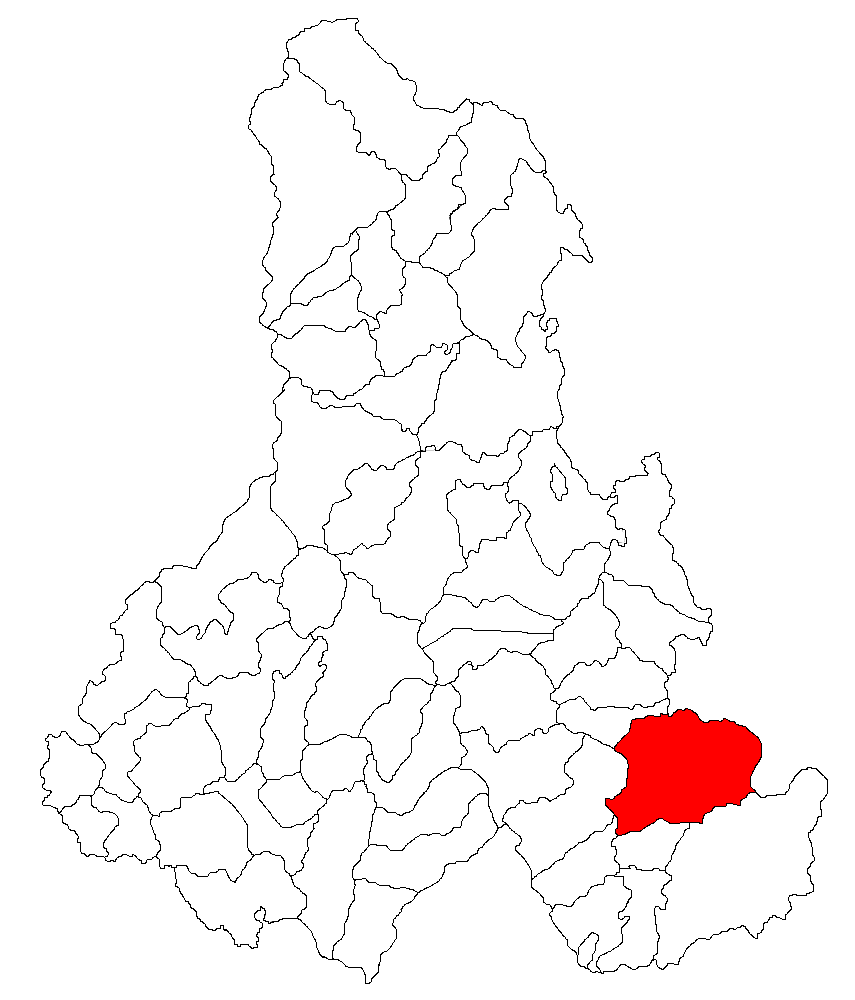
Lage der Gemeinde Ciucsângeorgiu im Kreis Harghita

Die Gemeinde Ciucsângeorgiu liegt mit ihren neun Dörfern und Weilern östlich des Siebenbürgischen Beckens in den Südwestausläufern des Ciucului-Gebirges, einem Teilgebirge der Ostkarpaten, in der historischen Region Szeklerland im Südosten des Kreises Harghita. Am Bach Fișag, ein Nebenfluss des Olt (Alt) und der Kreisstraße (drum județean) DJ 123C – eine östliche Nebenstraße des Drum național 12 –, liegt der Ort Ciucsângeorgiu etwa 16 Kilometer südöstlich von der Kreishauptstadt Miercurea Ciuc (Szeklerburg) entfernt.

## Geschichte
Der mehrheitlich von Szeklern bewohnte Ort Ciucsângeorgiu wurde 1333 erstmals urkundlich erwähnt. Bei Ausgrabungen auf dem Areal des Gemeindezentrums, von den Einheimischen genannt Potovszky-kert, wird das Vorkommen einer Besiedlung des Ortes in die Jungsteinzeit datiert.
Im eingemeindeten Dorf Cotormani (ungarisch Kotormány) wurden im Garten des Hauses Nr. 496 archäologische Funde dem Frühmittelalter zugeordnet.
Zur Zeit des Königreichs Ungarn gehörte Ciucsângeorgiu dem Stuhlbezirk Kászonalcsík in der Gespanschaft Tschick (rumänisch Comitatul Ciuc), anschließend dem historischen Kreis Ciuc und seit 1950 dem heutigen Kreis Harghita an.   
Auf dem Areal des Gemeindezentrums befindet sich die Adorján-Mofette zur Behandlung von Bluthochdruck, Herz- und Gefäßleiden.

## Bevölkerung
Die Bevölkerung in der heutigen Gemeinde Ciucsângeorgiu entwickelte sich wie folgt:
| Volkszählung | Volkszählung | Ethnische Zusammensetzung | Ethnische Zusammensetzung | Ethnische Zusammensetzung | Ethnische Zusammensetzung |
| Jahr         | Bevölkerung  | Rumänen                   | Magyaren                  | Deutsche                  | andere                    |
| ------------ | ------------ | ------------------------- | ------------------------- | ------------------------- | ------------------------- |
| 1850         | 5.352        | 249                       | 5.007                     | -                         | 96                        |
| 1930         | 6.063        | 308                       | 5.656                     | 6                         | 21                        |
| 1956         | 6.302        | 47                        | 6.162                     | 7                         | 86                        |
| 1977         | 5.792        | 42                        | 5.706                     | 1                         | 43                        |
| 2002         | 4.891        | 26                        | 4.658                     | -                         | 207                       |
| 2011         | 4.839        | 17                        | 4.648                     | -                         | 174 (62 Roma)             |
| 2021         | 4.876        | 35                        | 4.545                     | -                         | 296 (15 Roma)             |

Seit 1850 wurde in der heutigen Gemeinde Ciucsângeorgiu die höchste Einwohnerzahl und die der Magyaren 1956 ermittelt. Die höchste Anzahl der Rumänen (1034) wurde 1920, die der Roma (207) 2002 und die der Rumäniendeutschen 1930 ermittelt.

## Sehenswürdigkeiten
- Im Gemeindezentrum die römisch-katholische Kirche Sf. Gheorghe im 14. Jahrhundert errichtet und im 18. umgebaut,[8] und eine Kapelle (auf dem Berg Posada; ca. 2 km SO) im 18. Jahrhundert errichtet,[9] stehen unter Denkmalschutz.[5]
- In Ciucsângeorgiu die orthodoxe Kirche Sf. Mc. Gheorghe im 18. Jahrhundert errichtet und 1840 erneuert,[10] steht unter Denkmalschutz.[5]
- Im Gemeindezentrum sind zahlreiche Anwesen mit deren Holzhäuser, Holztore und Scheunen, im 19. Jahrhundert errichtet, sind denkmalgeschützt.[5]
- Im eingemeindeten Dorf Armășeni (Csíkménaság) die römisch-katholische Kirche Buna Vestire (Verkündigung des Herrn). Sie wurde erstmals 1567 urkundlich erwähnt und steht auf den Ruinen einer im 13. Jahrhundert errichteten Kirche.[11] Der 1543 erbaute Altar steht seit 1915 in einem Budapester Museum.[12] Ein Kunstdenkmal in der Kirche ist die Holzstatue der Hl. Maria 1543 gefertigt; soll aus Hălchiu (Heldsdorf) stammen.[4] Die Kirche mit deren Anwesen steht unter Denkmalschutz.[5]
- Das Landhaus der ungarischen Adelsfamilie Adorján 1797 errichtet und mehrfach umgebaut, und dessen Holztor mit einem Taubenschlag 1828 errichtet, stehen seit 1955 unter Denkmalschutz.[5] Das Wohnhaus wurde Anfang der 1980er-Jahre wegen desolaten Zustands verlassen und erst Anfang der 2000er-Jahre saniert[13] und nach etwa 20 Jahren Sanierungsarbeiten eingeweiht.[14][15]
- Im eingemeindeten Dorf Potiond (ungarisch Pottyond) steht eine römisch-katholische Kapelle, im 19. Jahrhundert errichtet,[16] unter Denkmalschutz.[5]

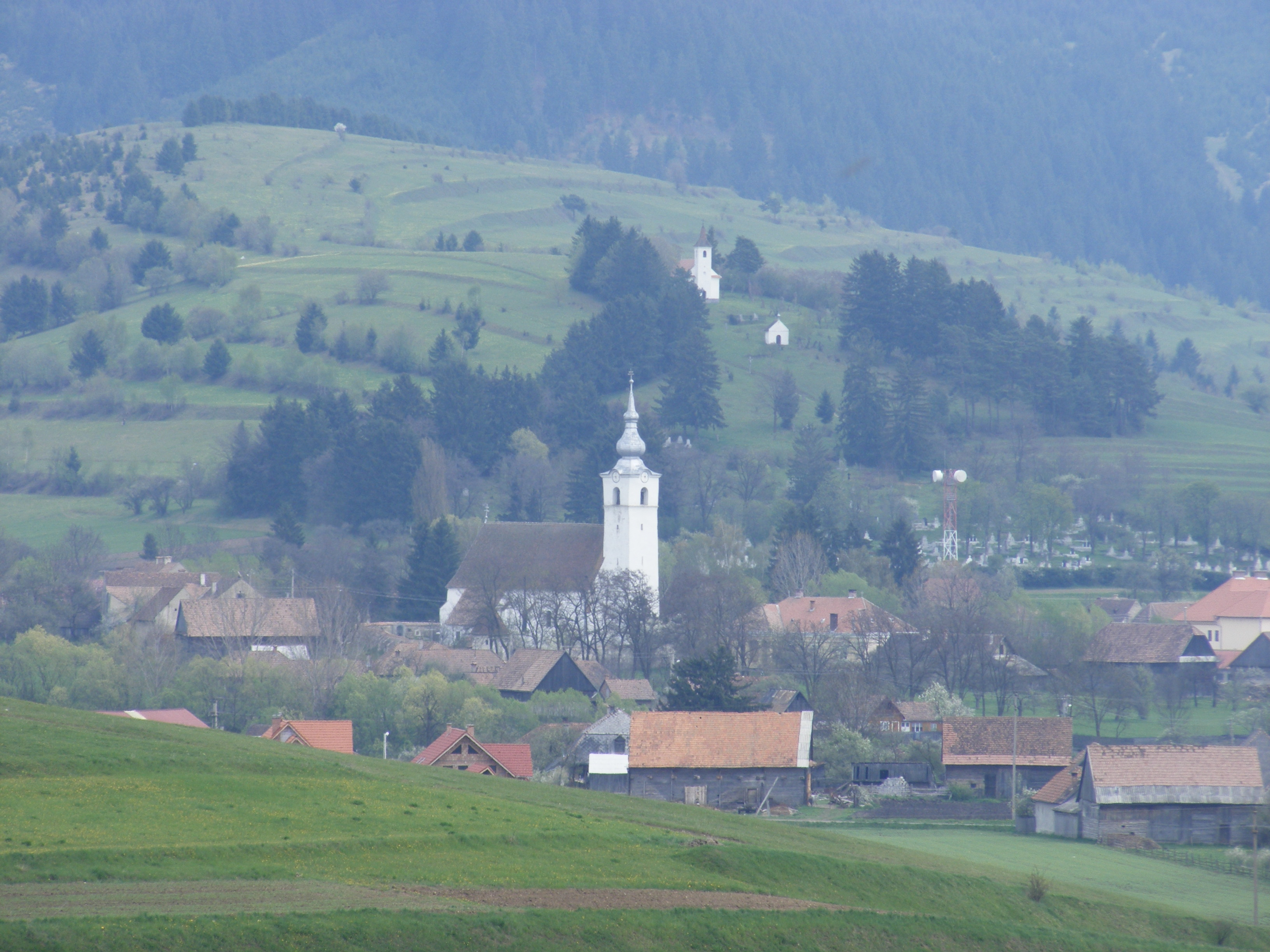
Blick auf Bancu
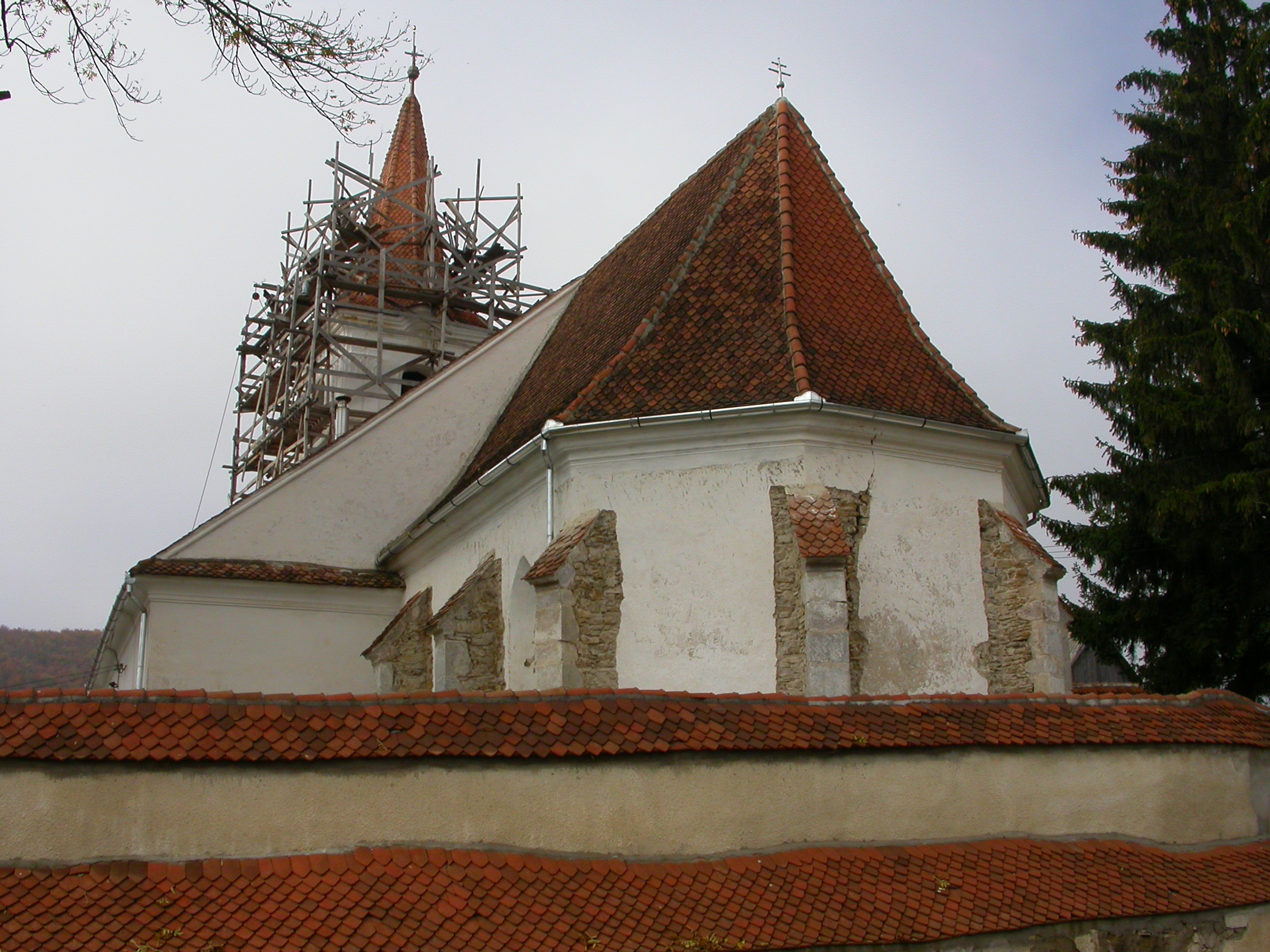
Kirche in Armășeni
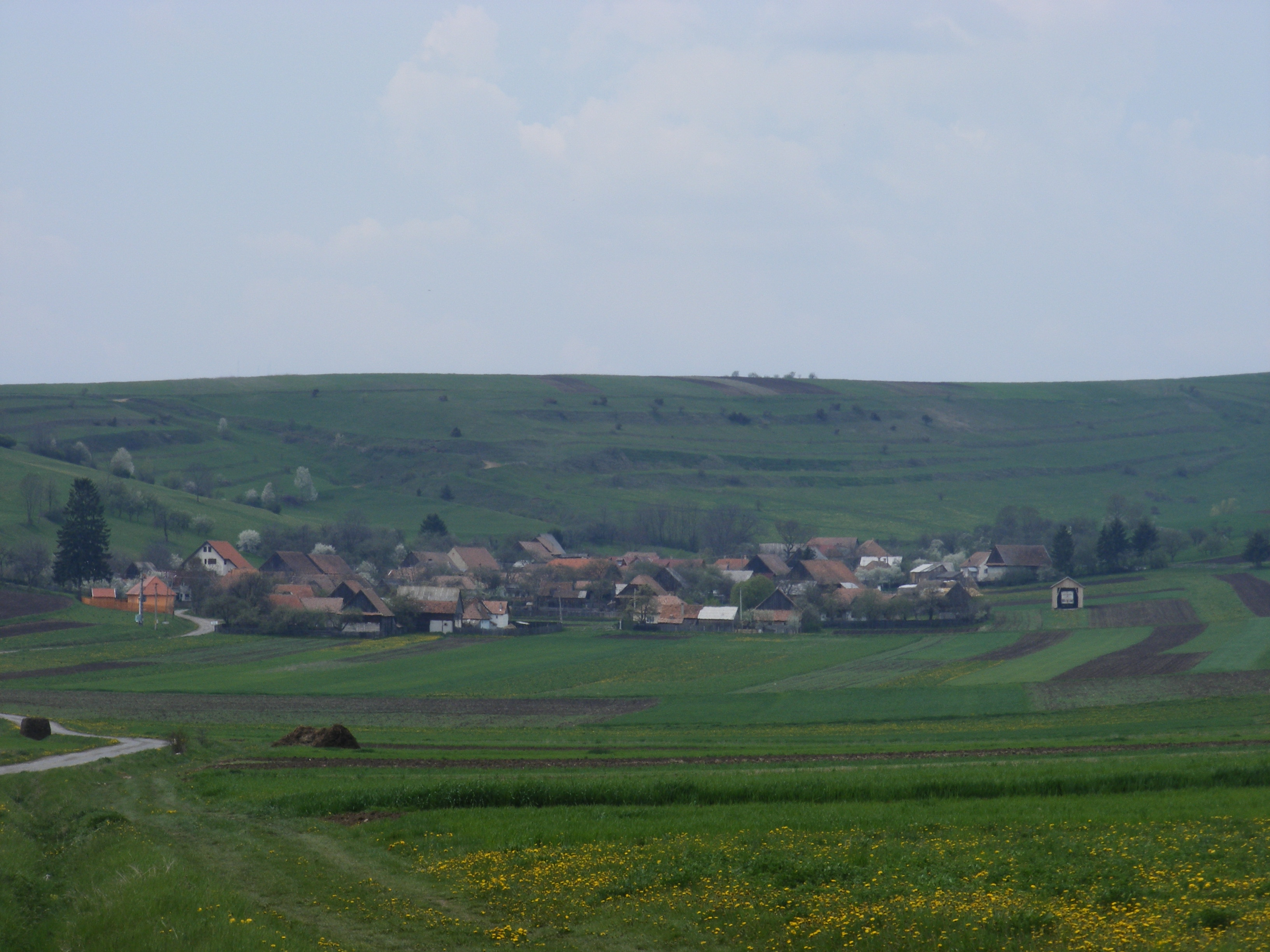
Blick auf Cotormani

## Persönlichkeiten
- András Illyés (1637–1712), Philosoph, Kirchenschriftsteller, katholischer Bischof von Siebenbürgen[17]
- Ferenc Márton (1884–1940), Maler und Bildhauer[18]